# Lauka (Hiiumaa)
Koordinaten: 58° 58′ N, 22° 32′ O
Lauka ist ein Dorf (estnisch küla) in der Landgemeinde Hiiumaa (2013 bis 2017: Landgemeinde Hiiu, davor Landgemeinde Kõrgessaare) auf der zweitgrößten estnischen Insel Hiiumaa (deutsch Dagö).

## Beschreibung und Geschichte

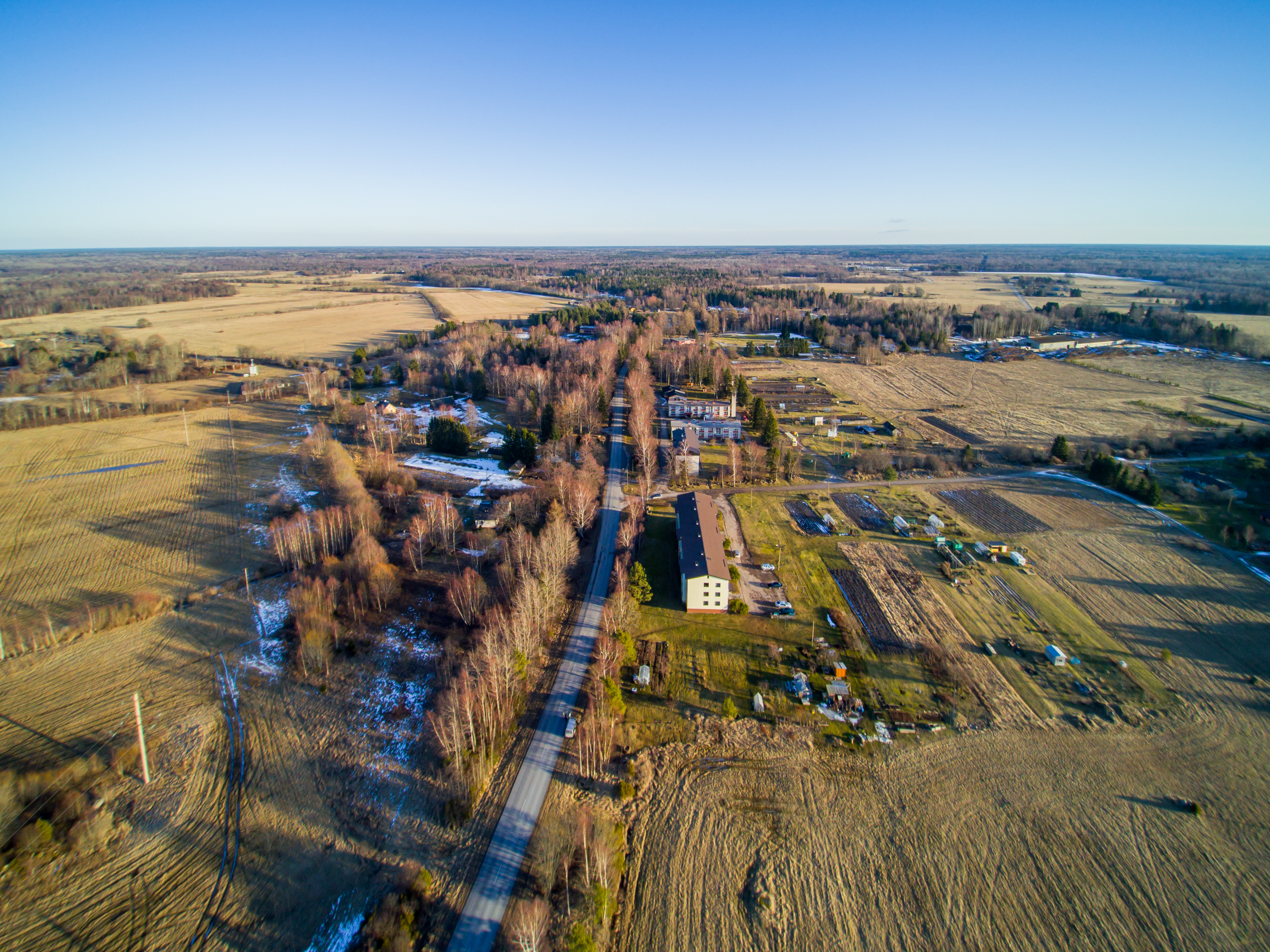
Lauka

Lauka (deutsch Lauk) hat 153 Einwohner (Stand 31. Dezember 2011). Der Ort liegt zwölf Kilometer südwestlich der Inselhauptstadt Kärdla (Kertel). Lauka liegt in einem Karstgebiet.
Die Siedlung wurde erstmals 1564 als Farbechshoff oder Loukahoff erwähnt. Ein Jahr später ist das „Gutsgebiet Lauck“ verzeichnet. Es wurde zum Beigut (Rittergut) des Guts von Kõrgessaare (Hohenholm). Ab 1781 waren beide Güter in einer Hand. Die beiden Alleen, die zum Gutshaus führten, legte um die Wende vom 19. zum 20. Jahrhundert der aus Schwerin stammende Forstmeister Karl Friedrich Wilhelm Ahrens (1855–1938) an. Das historische Gutshaus von Lauka wurde während des Ersten Weltkriegs zerstört.
1900 entstand das erste Schulgebäude in Lauka. Ein zweites wurde 1939 errichtet. Das heutige Schulgebäude stammt aus dem Jahr 1971.